# Sabina Sharipova
Sabina Alfredovna Sharipova (ur. 4 września 1994 w Taszkencie) – uzbecka tenisistka.

## Kariera tenisowa
Zadebiutowała w 2007, grając w eliminacjach juniorskiej imprezy w Szymkencie. We wrześniu 2008 po raz pierwszy wystąpiła w rozgrywkach zawodowych, biorąc udział w kwalifikacjach do turnieju rangi ITF w Karszy. W lipcu 2009 dotarła do finału imprezy w Shenzhen, w którym przegrała 5:7, 4:6 ze Zheng Saisai. Dwa miesiące później, dzięki dzikiej karcie, zadebiutowała w fazie głównej turnieju rangi WTA Tour – podczas Tashkent Open 2009 przegrała w pierwszej rundzie z Kathrin Wörle-Scheller 6(0):7, 5:7. Na przełomie czerwca i lipca 2010 po raz pierwszy wystąpiła w juniorskim Wielkim Szlemie, ulegając w drugiej rundzie Wimbledonu Julii Putincewej 4:6, 3:6. W październiku tego samego roku wygrała swój pierwszy turniej rangi ITF w Kuching. Blisko rok później, podczas turnieju w Taszkencie, odniosła pierwsze zwycięstwo w drabince głównej turnieju WTA – po pokonaniu Irini Jeorgatu 6:4, 6:1, uległa w dalszej rundzie Ksienii Pierwak 3:6, 3:6.
W 2012 dotarła do ćwierćfinału juniorskiego Australian Open, ulegając w nim Taylor Townsend 3:6, 6:2, 4:6. Nieco ponad miesiąc później triumfowała w dużym turnieju dziewcząt w Nonthaburi, pokonując w finale Carol Zhao 6:3, 6:3. Osiągnęła wówczas najwyższe w karierze miejsce w rankingu juniorek, plasując się na 12. miejscu. W kwietniu tego samego roku zdobyła swój drugi tytuł ITF. Jej ostatnim turniejem juniorskim był Wimbledon 2012, podczas którego przegrała w ćwierćfinale z Eliną Switoliną 3:6, 2:6.
W 2013 zdobyła dwa tytuły ITF w Karszy i jeden w Astanie oraz bez powodzenia startowała na turniejach rangi WTA w Baku i Taszkencie. W 2014 dotarła do dwóch finałów imprez ITF, jednak nie udało jej się zdobyć żadnego tytułu. W 2015 roku ponownie triumfowała w Karszy.
Od 2010 roku jest reprezentantką kraju w rozgrywkach Pucharu Federacji. Dwukrotnie (2010 i 2014) reprezentowała Uzbekistan na igrzyskach azjatyckich.

## Wygrane turnieje rangi ITF
| turnieje z pulą nagród 100 000 $ |
| turnieje z pulą nagród 80 000 $  |
| turnieje z pulą nagród 60 000 $  |
| turnieje z pulą nagród 25 000 $  |
| turnieje z pulą nagród 15 000 $  |
| turnieje z pulą nagród 10 000 $  |

### Gra pojedyncza
|     | Data       | Turniej    | Kat. | ($)    | Naw.   | Finalistka              | Wynik               |
| 1.  | 25/10/2010 | Kuching    | ITF  | 10 000 | twarda | Sandy Gumulya           | 6:4, 6:3            |
| 2.  | 23/04/2012 | Andiżan    | ITF  | 10 000 | twarda | Jang Su-jeong           | 6:2, 6:4            |
| 3.  | 23/05/2013 | Karszy     | ITF  | 10 000 | twarda | Yang Yi                 | 6:2, 6:3            |
| 4.  | 03/06/2013 | Karszy     | ITF  | 25 000 | twarda | Ankita Raina            | 6:3, 6:3            |
| 5.  | 18/11/2013 | Astana     | ITF  | 10 000 | twarda | Alona Tarasowa          | 7:5, 6:0            |
| 6.  | 11/04/2015 | Karszy     | ITF  | 25 000 | twarda | Ksienija Łykina         | 6:2, 6:3            |
| 7.  | 21/02/2016 | Nowe Delhi | ITF  | 25 000 | twarda | Nina Stojanović         | 3:6, 6:2, 6:4       |
| 8.  | 28/05/2016 | Andiżan    | ITF  | 25 000 | twarda | Wieronika Kudiermietowa | 7:5, 6:0            |
| 9.  | 04/09/2016 | Guiyang    | ITF  | 25 000 | twarda | Guo Hanyu               | 6:7(1), 7:6(0), 6:4 |
| 10. | 25/06/2017 | Fergana    | ITF  | 25 000 | twarda | Jelena Rybakina         | 6:4, 7:6(5)         |
| 11. | 15/04/2018 | Stambuł    | ITF  | 60 000 | twarda | Jelena Rybakina         | 7:6(0), 6:4         |
| 12. | 03/06/2018 | Andiżan    | ITF  | 25 000 | twarda | Kaja Juvan              | 6:4, 6:2            |
| 13. | 10/06/2018 | Namangan   | ITF  | 25 000 | twarda | Iryna Szymanowicz       | 6:1, 6:1            |
| 14. | 06/10/2019 | Antalya    | ITF  | 15 000 | twarda | Anja Wildgruber         | 6:3, 6:1            |
| 15. | 12/01/2020 | Monastyr   | ITF  | 15 000 | twarda | Mallaurie Noel          | 7:6(5), 6:3         |